# Juhász Lajos (író)
Juhász Lajos (Budapest, 1903. március 2. – Budapest, 1945. január 19.) magyar újságíró, író. Néhány regénye J.H. Busher és a Duff Kerr írói álneveken jelent meg.
A hazai ponyvairodalomban vált ismertté a neve.

## Élete
Juhász Mária fia. Gyermekkorában Óbudán élt nagy nyomorban. Emiatt csak hat elemit tudott elvégezni. De sokat olvasott, és huszonkét éves korától kezdett írni. 1927. április 26-án Budapesten házasságot kötött Kanderer Teréziával. Ekkor borbélysegédként dolgozott.
A felszabadulásig körülbelül száz kisregénye jelent meg. Műveit az igényesebb ponyvairodalomhoz szokták sorolni. De Égigérő fal című regényét, amely halála után, 1949-ben jelent meg, az irodalomtörténet is számon tartja.
Műveinek többsége a Világvárosi Regények sorozatban jelent meg. Ezek közül öt kisregényt Görög Lászlóval közösen írtak.
A második világháború alatt családjával Kerekegyházára költözött, ahol folytatta az írást, de ezeket a regényeit már nem adták ki, így egyre nyomorúságosabban éltek. A háború végén, 1945 januárjában a Gestapo emberei verték agyon, a halotti anyakönyv szerint halálát belső elvérzés okozta.

## Művei
EK: E-könyv. A linkre kattintva az Országos Széchényi Könyvtár (OSZK) Elektronikus Könyvtárában (MEK) elolvasható, letölthető.
A Világvárosi Regények sorozatban megjelent kisregényei:
- Ártatlan vagyok!, 145. szám, 1934
- A piros vonal, 162. szám, 1935, EK
- (Görög Lászlóval): Nyomról nyomra, 173. szám, 1935
- (Görög Lászlóval): A rekordbetörő, 193. szám, 1935
- (Görög Lászlóval): A tolvaj zsarol,[2] 224. szám, 1935
- (Görög Lászlóval): A törvény erősebb, 232. szám, 1935
- (Görög Lászlóval): Rejtett nyomokon, 263. szám, 1936
- Ostrom az aranyvár ellen, 274. szám, 1936 EK
- A koronatanú, 284. szám, 1936, EK
- A nagy favorit, 295. szám, 1936
- A Moabit szökevényei, 304. szám, 1936, EK
- A csapda, 311. szám, 1936
- Kerülő úton, 348. szám, 1936, EK
- Jánoska pénzt keres, 359. szám, 1937
- Veszélyes játék, 376. szám, 1937
- A meghiúsult randevú, 384. szám, 1937
- Fekete útvesztő, 392. szám, 1937
- Egy vőlegény eltűnik, 399. szám, 1937
- A diszkrét ügy, 408. szám, 1937
- Pesti betyárok, 416. szám, 1937
- A tolvaj szerencséje, 424. szám, 1937
- A ítélet jogerős, 432. szám, 1937
- Az ismeretlen feladó, 440. szám, 1937
- Végzetes szomszédság, 469. szám, 1937
- Jánoska pénzt keres, 480. szám, 1938, (második kiadás?)
- Döntő fordulat, 488. szám, 1938
- Pénzes társ kerestetik, 495. szám, 1938
- Nyomoz a tolvaj, 502. szám, 1938
- Nyomtalanul eltűnt, 512. szám, 1938
- A tolvaj házassága, 519. szám, 1938
- Dráma a rács mögött, 528. szám, 1938
- Aki gyanún felül áll... szám, 536. szám, 1938
- Modern betyárok, 544. szám, 1938
- Őméltósága lopni jár, 552. szám, 1938
- Orvosi titok, 560. szám, 1938
- Aki mer, az... veszt, 568. szám, 1938
- 500 pengős óvadék, 575. szám, 1938
- Váratlan rovancsolás, 583. szám, 1939
- Üzenetet a börtönből, 592. szám, 1939
- 10.000 dollár nyomában, 598. szám, 1939
- A szelíd farkas, 606. szám, 1939
- A hozományvadász, 612. szám, 1939
- A rácsos szálloda, 645. szám, 1939
- A szürkeruhás lány, 674. szám, 1939
- Holtvágány!, 682. szám, 1939
- Erzsi karrierje, 697. szám, 1940
- Könnyű pénz, 744. szám, 1940
- A fekete pillangó, 769. szám, 1940

Juhász Lajos néven a Friss Újság Színes Regénytárában megjelent könyvei:

(Általános Nyomda, Könyv- és Lapkiadó Rt., Budapest)
- A vörös nyakkendő, 74. szám, 1937, 78 oldal
- Géppuska cowboy, 122. szám, 1939, 77 oldal
- Az utolsó találka, 127. szám, 1939, 40 oldal
- Sötét ellenfél, 140. szám, 1940, 40 oldal
- A cowboy szerencséje, 152. szám, 1940, 40 oldal
- A vadnyugat farkasa, 167. szám, 1941, 40 oldal
- Péter vitéz, 203. szám, 1942, 40 oldal

Juhász Lajos néven megjelent egyéb könyvei:
- A veszedelmes ember, Unio, Budapest, 1942?, EK
- Vetélytársak, Dr. Áchim András Könyvkiadó, Százezrek könyve sorozat, Budapest, 1943
- Tatárok, Stádium Sajtóvállalat Rt., Nemzeti Könyvtár 107. szám, Budapest, 1943
- Égigérő fal, Népszava Kiadó, Budapest, 1949

J. H. Busher álnéven a budapesti Közművelődési Kiadónál megjelent regényei:
- A kígyók völgye, 1939
- A halálos hajsza, 1939[4]
- A hetedik áldozat, 1940
- A cowboy becsülete, 1940
- Garry közbelép, 1940
- Maryt elfogják?, 1940
- Garryt meglopják, 1940
- Mosolygó Dan csapdában, 1940
- A korbács hőse, 1940
- Cowboy háború, 1940
- A halál ösvénye, 1941

A budapesti Fény könyvkiadónál:
- Macskatalpú a légióban, 1941
- Macskatalpú a zöld pokolban, 1941
- A Macskatalpú az Óceánon, 1941
- A Macskatalpú Csikágóban, 1941
- Macskatalpú fellázad, 1941
- Macskatalpú nyomoz, 1941

A budapesti Duna Kiadónál:
- Sanghaji kalandor, 1941
- Macskatalpú a vadnyugaton, 1942, magánkiadásban: Budapest, 1994
- Macskatalpú Párisban, 1942?
- Macskatalpú a halálhajón, 1942

Egyéb J. H. Busher könyvek:
- Az alvilági brigád
- Garry veszélyben, Kováts Béla Könyvkiadó Vállalat
- A vadnyugat hőse
- A szerelmes bandita, Közművelődési Könyv- és Hírlapterjesztő Kft., Budapest
- Rejtélyek városa  – With City titka
- Lázadás Texasban, Modern Könyv, Szinpadi, Zeneműkiadó és Lapterjesztő Vállalat, Budapest
- A légió kisértete, Aurora Könyvkiadó Vállalat, Budapest
- Játék a bűnnel, Unio, Budapest, 1942

Duff Kerr álnéven a budapesti Aurora Kiadónál megjelent regényei:
- Árvácska rendet csinál, 1941
- Banditaháború, 1941
- Ködlovas, 1941

J. H. Busher álnéven a világháború után az Elek regények című könyvsorozatban megjelent regényei:
- A cowboy bosszúja, 1946, 15 oldal
- A farkasszikla titka, 1946, 15 oldal
- A farm titka, 1946, 15 oldal
- A hegyek hőse, 1946, 15 oldal
- A préri fantomja,[6] 1946, 15 oldal
- Texasi randevu, 1946, 15 oldal
- Az átkozottak völgye, 1947, 16 oldal
- Billt leütik, 1947, 15 oldal
- Hárman az igazságért, 1947, 15 oldal
- A villámöklű, 1947, 15 oldal